# یانوش استوکئوسا
یانوش استوکئوسا (لهستانی: Janusz Stokłosa؛ ‏ ۱۵ مهٔ ۱۹۵۴) آهنگساز، نوازنده پیانو و موسیقی‌دان اهل لهستان بود.
از فیلم‌هایی که وی در آن‌ها نقش داشته‌است، می‌توان به دام اشاره نمود.